# Edgar Demange
Edgar Demange (Versailles, 22 de abril de 1841 - París, febrero de 1925) fue un jurista francés. Fue, junto con Fernand Labori, el abogado de Alfred Dreyfus en los juicios de 1894 y 1899.
Edgar Demange fue laureado en el concurso nacional de elocuencia. Se hizo célebre al obtener la absolución del príncipe Pierre-Napoléon Bonaparte, asesino del periodista Victor Noir en 1870. Gran especialista del derecho penal, es electo por sus pares y asume como miembro del consejo entre 1888 a 1892. Edgar Demange obtuvo la condena del marqués de Morés, quien mató al capitán Mayer de origen judío, en un duelo.